# 전당문

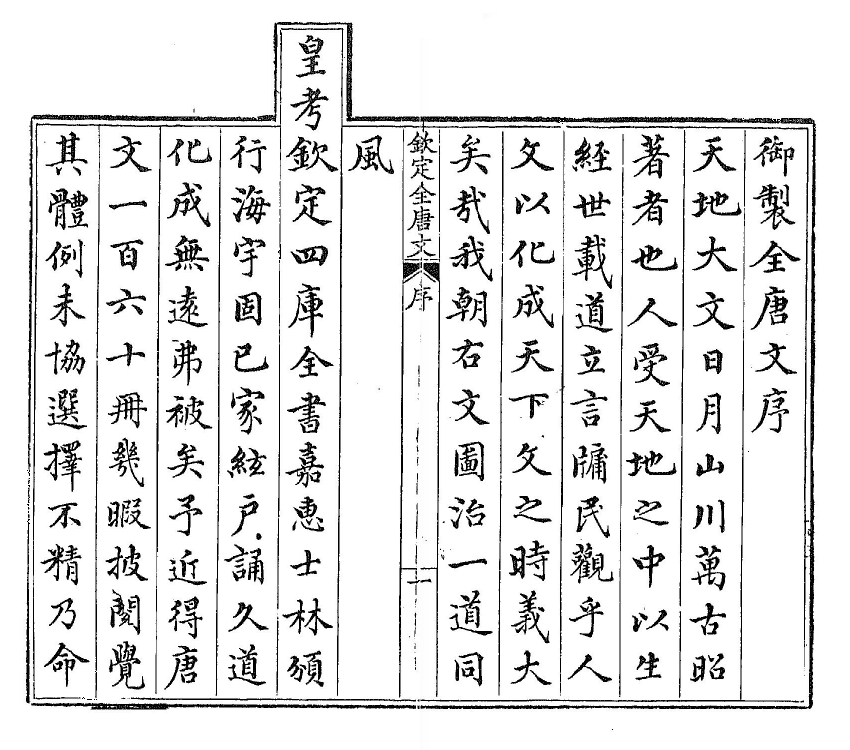
가경제(嘉慶帝)가 지은 《전당문》의 서문.

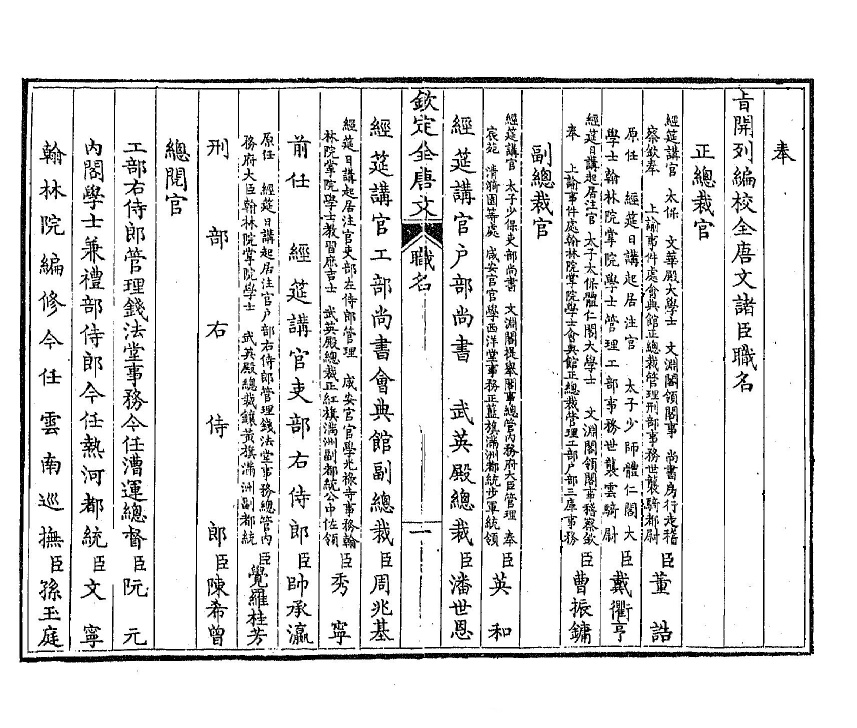
《전당문》편찬자 일람

《전당문》(全唐文)은 중국 당(唐)에서 오대(五代)의 문장(주로 산문)을 모아 엮은 것이다. 1000권으로 수(首) 2권이다.

## 개요
청(清) 가경(嘉慶) 19년(1814년)에 황명으로 「전당문관」(全唐文館)이 세워지고, 동고(董誥) 등 107인이 이 책의 편찬에 매달렸다.
저본은 《사고전서》(四庫全書), 《영락대전》(永樂大典) 등의 명, 청대 문헌에 송대의 《문원영화》(文苑英華)와 《당문취》(唐文粋) 등이었으며, 20,025편을 수록하였다. 수록된 글들의 저자는 3,035인에 이른다. 황제・종실의 글을 맨 앞에 두고 그 뒤에 승려・도사 이하를 배치하였으며 각 인물의 소전(小傳)을 작품의 첫머리마다 달았다.
또한 당대 인사들의 문집과 각종 유서(類書), 필기 소설, 금석문 등 여러 종의 자료를 섭렵하고 풍부한 내용과 교감 수준을 보여준다. 다만 각 편의 출처나 연대가 명시되지 않는 등 미흡한 부분도 적지 않다.

## 판본
- 전본(殿本) - 청 내부(内府) 판본
- 회남서국본(淮南書局本)
- 광동판본(広東刊本)

## 같이 보기
- 고질
- 낙 (성씨)
- 전당시